# Ilex urbaniana
Ilex urbaniana är en järneksväxtart som beskrevs av Ludwig Eduard Loesener och Ignatz Urban. Ilex urbaniana ingår i släktet järnekar, och familjen järneksväxter. Utöver nominatformen finns också underarten I. u. riedlaei.